# Parafia Trójcy Przenajświętszej w Tarnowie
Parafia Trójcy Przenajświętszej w Tarnowie - parafia rzymskokatolicka znajdująca się w diecezji tarnowskiej w dekanacie Tarnów Południe.
Od 1994 proboszczem parafii był ks. Władysław Pachota, w 2011 zastąpił go ks. Daniel Pietryka.